# Landsarkivet i Vadstena

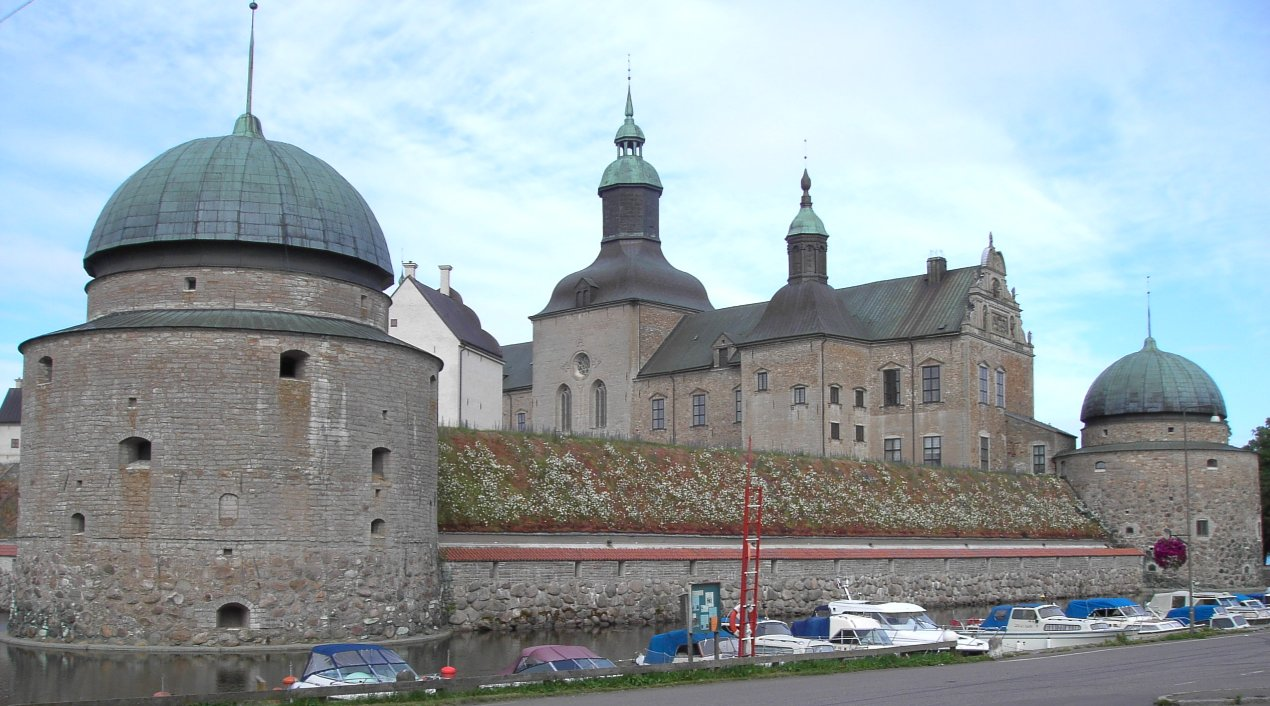
Vadstena slott där
landsarkivet förvaras

Landsarkivet i Vadstena inrättades 1899 och är därmed det äldsta av Sveriges landsarkiv. Dess distrikt består av Jönköpings, Kalmar, Kronobergs och Östergötlands län.
Arkivet är inrymt i Vadstena slott, vars ursprungliga vallar har återuppbyggts för att användas som arkivmagasin. 
Liksom statens övriga arkiv är Landsarkivet i Vadstena sedan 2010 en del av Riksarkivet.